# 斜生对囊蕨
斜生对囊蕨（学名：Deparia dickasonii）也称斜升假蹄盖蕨，为蹄盖蕨科对囊蕨属下的一个种。